# Schwabenbühne Roth- und Illertal

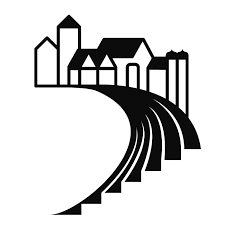

Die Schwabenbühne Roth- und Illertal (auch: Schwabenbühne Illertissen) ist eine Freilichtbühne in Illertissen. Betrieben wird die Bühne vom gleichnamigen gemeinnützigen Verein, der sich ausschließlich aus Eintrittsgeldern und Spenden finanziert. Neben den zahlreichen Amateurschauspielern werden meist Profi-Regisseure verpflichtet.  Gespielt wird jedes Jahr – meist von Juni bis August – abwechselnd mit dem Jugendensemble und zwischen Januar und März auf diversen Indoor-Bühnen.

## Entstehung
Der Verein Schwabenbühne Roth- und Illertal e.V. wurde 1981 gegründet. Seit dieser Zeit ist die Heimat der Schwabenbühne der ehemalige Schlossgarten des Vöhlinschlosses in Illertissen.
Gründungsmitglieder waren unter anderem Heinrich Finkele und Gustav Schlögel.
Erst als viermonatiger Untermieter des Schlosses, später (1981) dann als offizielle Pächter des halben Schlossgartens, baute sich die Schwabenbühne ihr Freilichttheater auf.
Erste Premiere des neu gegründeten Vereins war am 3. Juli 1981 mit dem vom Gründungsvorstand Heinrich Finkele geschriebenen „Michl Streit“. Eine wahre Geschichte über einen der Anführer des Bauernaufstandes von 1525 in Illertissen.

## Die Bühne
1983 wurden die ersten Arbeiten an der Bühne getätigt. Die Aufschüttung eines Walls (für Licht und Ton) im Zentrum der Bühne sowie der Bau diverser Bühnenelemente und/oder fest verbauten Kulissen, Bepflanzungen und der Kauf einer Tribüne wurden durch Spenden finanziert.
1984 folgte der Kauf eines Zeltes, um die Zuschauertribüne zu überdachen. Diese wurde erst im Jahre 2002 durch eine fest verbaute Konstruktion aus Holz und Beton abgelöst. Im Jahre 2016/17 wurde die alte Tribüne durch eine Neukonstruktion aus Holz ersetzt.
Die Spielfläche besteht zum Teil aus Rasenfläche und Kies. Auf der linken Bühnenseite befindet sich eine 1991 gebaute, runde Drehscheibe, mit deren Hilfe man mehrere Bühnenbilder bespielen kann. Zudem verläuft unter der Drehbühne ein Schacht, durch den die Schauspieler von unten auf die Bühne gelangen können. Die rechte Seite verfügt über einen kleinen Teich. In der Mitte der Bühne befindet sich die sogenannte „Tenne“, ein fest verbautes Haus, welches sowohl als Kulisse, wie auch als Garderobe und Maske genutzt wird. Eingerahmt wird die Bühne durch eine Vielzahl an Nadel- und Laubbäumen.
Die Bühne verfügt über gut 400 Zuschauerplätze. In den letzten Jahren besuchten jährlich zwischen 4000 und 8000 Zuschauer die Aufführungen auf der Freilichtbühne. Nach Angaben der Stadt Illertissen kommt der Verein, die Winterinszenierungen mitgerechnet, sogar auf jährlich bis zu 12.000 Zuschauer, das Einzugsgebiet reicht dabei weit über die eigene Region hinaus.

## Auszeichnungen und Mitgliedschaften
2005 erhielt der Betreiberverein den großen Kulturpreis der Rupert-Gabler Stiftung.
Die Schwabenbühne ist Mitglied im Verband Deutscher Freilichtbühnen. Die Stadt Illertissen bezeichnet die Schwabenbühne als „eines von zwei kulturellen Aushängeschilder der Stadt, die überregional Beachtung finden“.

## Inszenierungen
|      | Wintertheater                                      | Sommertheater                         | Jugendtheater                        |
| ---- | -------------------------------------------------- | ------------------------------------- | ------------------------------------ |
| 1981 |                                                    | Michl Streit                          |                                      |
| 1982 | Der Entaklemmer                                    |                                       |                                      |
| 1983 | Der eingebildete Kranke                            | Ulrichsfrieden von Tissen             | Schneewittchen                       |
| 1984 | Amanda die Räubertante                             | Dorf auf der Grenze                   | Die Mondlaterne                      |
| 1985 | Die Hochmütigen                                    | Michl Streit                          | Räuber Hotzenplotz                   |
| 1986 | Der Hurasiach                                      | Das Wirtshaus im Spessart             | Die kleine Hexe                      |
| 1987 | Die Witwen                                         | Der Schneider von Ulm                 | Der gestiefelte Kater                |
| 1988 | Hilf dir sell, sonscht hilft dir koiner            | Die Weiber von Weinsberg              | Ali Baba und die Räuber              |
| 1989 | Oh heiliger Sankt Benedikt oder die Wege des Herrn | Der Alpenkönig und der Menschenfeind  | Das Erdmännchen                      |
| 1990 | Der schwäbische Tartüff                            | Der Glücksbringer                     | Momo                                 |
| 1991 | Die lustigen Weiber von Tissa                      | Der Brandner Kaspar ond´s ewige Leaba | Die Schöne und das Tier              |
| 1992 | Mirandolina                                        | Der Brandner Kaspar ond´s ewige Leaba | Das Dschungelbuch                    |
| 1993 |                                                    |                                       | Ronja Räubertochter                  |
| 1994 | Der Diener zweier Herren                           | Wilhelm Tell                          | Der Zauberer von Oz                  |
| 1995 | Sendestörung                                       | Ein Sommernachtstraum                 | Krabat                               |
| 1996 | Horribligribrifax, oder verwickelte Liebschaften   | Wie es euch gefällt                   |                                      |
| 1997 | Der vergessene Teufel                              | Der fröhliche Weinberg                | Das kalte Herz                       |
| 1998 | Lumpazivagabundus                                  | Zuagricht, hergricht, higricht        | Robin Hood                           |
| 1999 | Der Revisor                                        | Weh dem, der lügt                     | Jorinde und Joringel                 |
| 2000 | Wie wichtig es ist, ernst zu sein                  | Ball der Diebe                        | Bill Bo und seine Freunde            |
| 2001 | D´r Entaklemmer                                    | Magier Faust                          | Die drei Rätsel des Feuerfalken      |
| 2002 | Der tolle Tag                                      | Jedermann                             | Die Wawuschels mit den grünen Haaren |
| 2003 | D´r Ocheler                                        | Der Bauer als Millionär               | Die Mitternachtsbraut                |
| 2004 | Ohne Titl, koine Mittl                             | Viel Lärm um nichts                   | Der Räuber Hotzenplotz               |
| 2005 | Moral                                              | Seppe vom Tal                         | Alice im Wunderland                  |
| 2006 | Der zerbrochene Krug                               | Das Wirtshaus im Spessart             | Das Dschungelbuch 2                  |
| 2007 | Der Trauschein                                     | It all´s was glänzt isch Gold         | Die Brüder Löwenherz                 |
| 2008 | Einen Jux will er sich machen                      | Der Aufhausige                        | Max und Moritz                       |
| 2009 | Pension Schiller                                   | Wer oim a Gruab gräbt                 | Peterchens und Annelieses Mondfahrt  |
| 2010 | Kleider machen Leute                               | Die Geierwally                        | Aladin und die Wunderlampe           |
| 2011 | Der Raub der Sabinerinnen                          | Ein Sommernachtstraum                 | Mein Freund Wickie                   |
| 2012 | Charlys Tante                                      | Der Freischütz                        | Rösti und Bö                         |
| 2013 | Die spanische Fliege                               | Don Camillo                           | Der Zauberer von Oz                  |
| 2014 | D´r verkaufte Großvater                            | Till Eulenspiegel                     | König Drosselbart                    |
| 2015 | Der Meisterboxer                                   | Brandner Kaspar                       | Momo                                 |
| 2016 | 8 Frauen                                           | Der vergessene Teufel                 | Peter Pan                            |
| 2017 | Und das am Hochzeitsmorgen                         | Der Sturm                             | Dornröschen                          |
| 2018 | Schau nicht unters Rosenbeet                       | Don Camillo 2                         | Der kleine Muck                      |
| 2019 | Gerüchte, Gerüchte                                 | Dracula                               | Der Herr der Diebe                   |
| 2020 | Guns´n´Nuns                                        | Entfallen (Covid-19)                  | Entfallen (Covid-19)                 |
| 2021 | Entfallen (Covid-19)                               | Entfallen (Covid-19)                  | Entfallen (Covid-19)                 |
| 2022 | Entfallen (Covid-19)                               | Der Tod im Birnbaum                   | Rumpelstilzchen                      |
| 2023 | Das Sparschwein                                    | Der Talisman                          | Emil und die Detektive               |
| 2024 | Gute Geister                                       | In 80 Tagen um die Welt               | Die kleine Hexe                      |
| 2025 | Mord im Orientexpress                              | The Addams Family                     | Ronja Räubertochter                  |